# Kontokorrentkredit
Der Kontokorrentkredit ist der von einem Kreditinstitut auf einem Girokonto befristet eingeräumte und betragsmäßig begrenzte Kredit zur Überbrückung von kurzfristigen Liquiditätsengpässen, der durch ankündigungslose Abrufbarkeit und jederzeitige sofortige Rückzahlbarkeit gekennzeichnet ist. 

## Rechtsgrundlagen (Deutschland)
Der Kontokorrentkredit ist in Deutschland ein Darlehen im Sinne von § 488 BGB. Wird ein Kontokorrentkredit eingeräumt und mit dem Kontoinhaber vertraglich vereinbart, werden die Belastungen bei Bedarf auf das jeweilige Girokonto gebucht (Soll), nicht wie bei anderen Kreditarten auf besonderen Kreditkonten. Die Bank ist verpflichtet, dem Kreditnehmer das Kreditlimit während der Kreditlaufzeit im ungekündigten Fall offen zu halten, während der Kreditnehmer den geschuldeten Sollzins zu zahlen und (spätestens) bei Fälligkeit die Kontoinanspruchnahme zurückzuführen hat (§ 488 Abs. 2 BGB). Er wird ‚Kontokorrentkredit' genannt, weil er auf einem Bankkontokorrent eingeräumt wird. Deshalb ist auch ein Habensaldo auf dem Bankkonto möglich, ohne dass dadurch der eingeräumte Kontokorrentkredit erlischt; er lebt bei einem Sollsaldo automatisch wieder auf. Die Einräumung von Kontokorrentkrediten ist für Kreditinstitute ein Bankgeschäft im Sinne des § 1 Abs. 1 Nr. 2 KWG.

## Arten
Häufigste Art bei Privatpersonen ist der Dispositionskredit und der Effektenlombardkredit. Bei Unternehmen wird der Kontokorrentkredit als sog. Betriebsmittelkredit eingesetzt, um Liquiditätsengpässe etwa zwischen Gehaltszahlungstermin und Umsatzeingängen auszugleichen. Er eignet sich auch als Saisonkredit, wenn bestimmte Unternehmen saisonale Produktions- und Verkaufsschwerpunkte aufweisen (wie etwa die Speiseeis-Hersteller im Sommer). Hier liegen die Ausgabenschwerpunkte zeitlich vor den Einnahmezeitpunkten, so dass die entstehenden Liquiditätslücken durch Saisonkredite überbrückt werden müssen. Zwischenkredite werden gewährt, wenn die Endfinanzierung gesichert ist, aber nicht in Anspruch genommen werden darf, weil deren Auszahlungsvoraussetzungen noch nicht erfüllt sind. Bei Vorfinanzierungen besteht noch keine gesicherte Endfinanzierung, so dass hierbei der Kreditgeber ein höheres Kreditrisiko eingeht. International ist der Kontokorrentkredit unbekannt; ihm ähnelt die Revolving Credit Facility, bei der eine vertraglich vereinbarte Kreditlinie wiederholt in Anspruch genommen werden kann, aber ein Habensaldo nicht entstehen darf. Der bloßen Liquiditätssicherung dient die Stand-by-Facility, die üblicherweise im Regelfall nicht in Anspruch genommen wird.

## Vertragsbedingungen
Der Kreditvertrag über den Kontokorrentkredit enthält Regelungen über die Kreditlinie (Höchstgrenze für die Kreditbeanspruchung), Kreditlaufzeit, Kreditzinsen, Verwendungszweck und Kreditsicherheiten. Weiterhin erwarten die Kreditinstitute, dass sich das Girokonto mindestens einmal während der Abrechnungsperiode umschlägt, mithin Kontoeingänge zu einer vollständigen Rückführung der Inanspruchnahme oder gar zu Kontoguthaben führen. Dadurch soll ein unerwünschtes Einfrieren verhindert werden. Ein weiteres Charakteristikum des Kontokorrentkredits liegt  darin, dass er während der Kreditlaufzeit automatisch wieder auflebt, auch wenn ein zwischenzeitliches Guthaben entstanden war.

## Überziehung
Die Kreditlinie stellt die vertragliche Höchstgrenze für die Kreditinanspruchnahme dar. Reicht dieses Kreditlimit jedoch nicht aus, so ist der Kreditnehmer verpflichtet, die Bank vor einer Überschreitung dieses Kreditlimits zu unterrichten und mit ihr eine Überziehung abzustimmen. Banken sind nicht verpflichtet, unabgesprochene Verfügungen über das vertraglich vereinbarte Kreditlimit hinaus zuzulassen und können deshalb weitere Verfügungen zurückweisen. Eine so genannte „geduldete Kontoüberziehung“ liegt indes vor, wenn das Guthaben oder eine ausdrücklich eingeräumte Kreditlinie für Verfügungen nicht ausreicht, die Verfügungen aber vom Kreditinstitut dennoch ausgeführt werden, ohne dass es zu einer vorherigen Absprache gekommen ist. Derartige Duldungen können für Kreditinstitute rechtliche Risiken mit sich bringen. Duldet eine Bank für einen längeren Zeitraum (mehr als 3 Monate) die nicht genehmigte Überziehung, stimmt sie stillschweigend (konkludent) einer neuen Kreditvereinbarung zu. Kreditinstitute sind berechtigt, für derartige Überziehungen einen gesonderten Zins, den Überziehungszins, zu berechnen.

## Beendigung
Der Kontokorrentkredit endet mit seinem vertraglich vorgesehenen Fristablauf oder mit seiner Fälligstellung durch das Kreditinstitut aufgrund vorangegangener Kündigung. Der Ablauf der für einen Kontokorrentkredit vereinbarten Frist oder die Fälligstellung eines solchen Kredits führt allerdings in der Regel nicht zur Beendigung auch des Kontokorrentverhältnisses. Wenn eine stillschweigende Vereinbarung getroffen wurde, wonach trotz Ablaufs der Kreditlaufzeit der Kreditnehmer zur vertraglichen Kapitalnutzung im bisherigen oder in einem anderen Umfang bis auf weiteres berechtigt sein sollte, ist der Rückzahlungsanspruch der Bank nicht mehr fällig, sondern der Kreditnehmer vielmehr zur Nutzung der Darlehensvaluta bis zur jederzeit möglichen Kündigung berechtigt. Deshalb erwarten Kreditinstitute eine vollständige Rückzahlung von fällig gewordenen Kontokorrentkrediten, wenn es nicht zu Prolongationen kommen sollte.